# جان بيار كيرن
جان بيار كيرن (بالفرنسية: Jean-Pierre Kern)‏ (16 فبراير 1953 ستراسبورغ فرنسا - ) هو لاعب كرة قدم فرنسي، يلعب كمهاجم.

## وصلات خارجية
- جان بيار كيرن على موقع قاعدة بيانات كرة القدم.إي يو (الإنجليزية)